# Aeroporto do Condado de White
Aeroporto do Condado de White (ICAO: KMCX, FAA LID: MCX) é um aeroporto de uso público no condado de White, no estado de Indiana, Estados Unidos. É de propriedade do Conselho de comissários de aviação do Condado de White e localiza-se a três milhas náuticas (6 km) ao sul do distrito central de negócios de Monticello, Indiana. Este aeroporto está incluído no Plano Nacional de Sistemas Integrados de Aeroporto para 2011–2015, que o categorizou como uma instalação de aviação geral..
Embora muitos aeroportos dos EUA usem o mesmo identificador de localização de três letras para a FAA e a IATA, este aeroporto é atribuído à MCX pela FAA, mas não tem designação da IATA (que designou MCX ao Aeroporto Uytash em Makhachkala, Rússia)

## Instalações e aeronaves
O White County Airport cobre uma área de 51 hectares (21 ha) a uma altitude de 676 pés (206 m) acima do nível médio do mar. Tem uma pista designada 18/36 com uma superfície de asfalto medindo 4.002 por 75 pés (1.220 x 23 m).
Durante o período de 12 meses encerrado em 31 de dezembro de 2011, o aeroporto teve 15.180 operações de aeronaves, uma média de 41 por dia: 87% de aviação geral e 13% de táxi aéreo. Naquela época havia 22 aeronaves baseadas neste aeroporto: 77% monomotor, 9% multi-motor, 9% planador e 5% helicóptero.